# Sandra Sánchez González
Sandra Sánchez González (2 de diciembre de 1994) es una árbitra española de baloncesto. Integra las plantillas arbitrales de la Liga Femenina Endesa y la LEB Oro desde la temporada 2017–18 y pertenece al Comité de Árbitros de Cataluña. A nivel internacional es árbitra FIBA y dirige habitualmente en EuroLeague Women y EuroCup Women. En 2025 fue seleccionada para el EuroBasket Femenino 2025.

## Trayectoria
Formada en el arbitraje catalán, figura en los listados de la Federación Catalana de Baloncesto (FCBQ) y, desde 2017, actúa en las ligas de la Federación Española de Baloncesto (LF Endesa / LEB Oro). En 2021 fue una de las 12 personas designadas para la Copa de la Reina 2021 de Valencia —donde arbitró cuartos de final— y entró en la terna de la Final LF Endesa 2021. Repitió presencia en la Copa de la Reina 2022.
En enero de 2024 fue designada para la final de la Copa Princesa de Asturias junto a Germán Morales y Leandro Lezcano.

## EuroLeague Women y EuroCup Women
Sánchez González debuta en competiciones europeas de clubes como árbitra FIBA y, desde 2023–24, aparece en designaciones de EuroLeague Women y EuroCup Women.
Partidos destacados (selección)
- EuroLeague Women RS 2023–24: ACS Sepsi SIC – Fenerbahçe Alagöz Holding (24/01/2024).[16]
- EuroCup Women RS 2024–25: Angers – Ragusa (temporada 2024–25).[17]

## FIBA
Con licencia internacional, la FEB anunció su presencia en los torneos de formación U20 Women (Lituania) y U18 Women (Portugal) en 2024. Además, FIBA la incluyó en la lista de 32 árbitros/as del EuroBasket Women 2025.  
Ejemplos de partidos: fase de grupos del U20 Women 2024 (Polonia–Italia, Vilna) y clasificatorio de EuroBasket Women (Suiza–Luxemburgo).

## Palmarés y designaciones reseñables
- Copa de la Reina 2021 (Valencia): equipo arbitral y cuartos de final.[8][9]
- Final LF Endesa 2021: designada para la lucha por el título.[22]
- Final Copa Princesa 2024 (LEB Oro).[23]